# Pella (département)
Pour les articles homonymes, voir Pella.
Pella est un département et une commune rurale du Burkina Faso, situé dans la province du Boulkiemdé et la région du Centre-Ouest. En 2012, le département comptait 19 274 habitants.

## Villages
Le département de Pella comprend un village chef-lieu (populations actualisées en 2012) :
- Pella (6 282 habitants)

et 10 autres villages :
- Babouli (471 habitants)
- Daboala (1 295 habitants)
- Goala (3 663 habitants)
- Godo (1 543 habitants)
- Kandaga (464 habitants)
- Kirguilounga (1 328 habitants)
- Nabziniguima (841 habitants)
- Pelbilin (594 habitants)
- Sarana (1 729 habitants)
- Somassi (1 064 habitants)